# Челопечене
 Тази статия е за квартала на София.  За селото в Добруджа вижте Челопечене (Област Добрич).  За софийското село вижте Челопеч.
„Челопечене“ е квартал на София, част от район „Кремиковци“. Намира се извън околовръстното шосе, на около 12 км североизточно от центъра на София.
За името на квартала има 2 легенди. Едната е, че името идва от структурата на квартала, където слънцето винаги напича челната част. Има и друга легенда, която разказва, че по време на Руско-турската освободителна война турците, отстъпвайки, запалват източната част на селото и изгаря цяла махала. Тогава при пожара изгаря и челото на една, та името на тогавашното село става Челопечене.“
От 1978 г. е квартал на София.
Населението (с постоянен адрес) на квартала е 1720 души (15.09.2011).
Иконостасът на храма „Възкресение Христово“ е дело на дебърски майстори от рода Филипови. В храма има икони на струмишкия зограф Григорий Пецанов. На иконата на Света Богородица има подпис: „сіѧ икона ѡбдарисе ѿ Гіор... Петковъ, съ собругомъ, и чедомъ за душевно ихъ спасеніе, и тѣлесно, здравіе. Из рук Григоріа иконопісца македонецъ от Струміца 1879 март 16-ый“.

## Инцидент в поделение 18250
В 6:30 часа сутринта на 3 юли 2008 г. в Челопечене няколко военни склада с почти 1500 тона боеприпаси внезапно избухват, предизвиквайки поредица взривове (в първите часове няколко особено силни, усетени остро в цяла София, и серия по-слаби през последвалото денонощие).